# Bolesław Wieniawa-Długoszowski
Conte Bolesław Ignacy Florian Wieniawa-Długoszowski (Maksymówka, 22 luglio 1881 – New York, 1º luglio 1942) è stato un generale, diplomatico, poeta e politico polacco, la cui moglie Emma fu sorella del politico conte Eustachy Sapieha.

## Biografia

### L'adolescenza e gli studi
Apparteneva ad una famiglia aristocratica polacca della szlachta, discendente del principe Eustachy Erazm Sanguszko e dai Potocki. Il conte nacque presso la proprietà della sua famiglia di Bobowa, dove passò l'infanzia e l'adolescenza, senza che gli venisse impartita nessuna educazione esclusi il maneggio delle armi, il galateo, e la storia militare europea.
Studiò al ginnasio di Leopoli e poi studiò medicina all'università della stessa città; successivamente frequentò i corsi della prestigiosa Accademia delle Belle Arti di Berlino e da lì a Parigi, dove fece parte della Związek Strzelecki di Piłsudski.

### La prima guerra mondiale
Partecipò alla prima guerra mondiale come capitano di un reggimento di cavalleria dell'esercito austro-ungarico, combattendo sotto il generale Karl von Kirchbach auf Lauterbach sul fronte orientale contro l'Impero russo. Nel 1915 venne insignito dell'Ordine Virtuti Militari e dell'Ordine Imperiale di Leopoldo.

Divenuto aiutante di campo di Piłsudski e tenente colonnello, tornato a Leopoli fu arrestato dalla polizia sovietica per aver fatto parte della Organizzazione Militare Polacca.

### Il dopoguerra

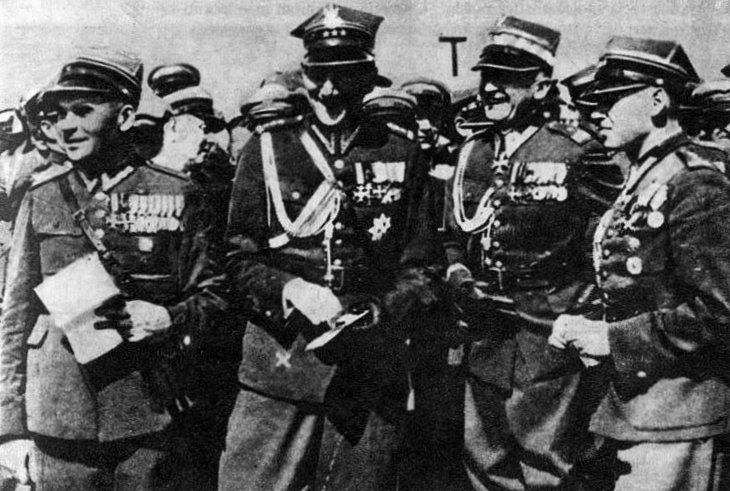
Wieniawa-Długoszowski (il secondo da destra) fotografato nel 1930 ad un incontro con Józef Beck (il secondo da sinistra), a Cracovia

Liberato, partecipò all'operazione di Vilnius e alla battaglia di Varsavia del 1920 sotto il generale Leonard Skierski. In seguito a queste azioni fu promosso maggior generale e fu insignito della Legion d'onore, della Croce del Valore e della Croce dell'Indipendenza. Mal visto dai repubblicani del governo per aver sostenuto la breve vita del Regno di Polonia del 1916, fu allontanato da Varsavia e mandato come agente militare a Bucarest, sigillando la convenzione Polacco-Rumena del 1922.
Nel 1931 il presidente polacco Ignacy Mościcki lo promosse brigadier generale e gli affidò il comando generale delle truppe polacche. Fu poi sostituito dal generale Stanisław Szeptycki e inviato come ambasciatore a Roma. Galezzo Ciano ne parla nel suo diario, mettendo in evidenza la sua "illusione" su una possibile vittoria della Polonia in caso di invasione da parte della Germania.

### Presidente per un giorno
Fu presidente della Seconda Repubblica di Polonia dal 25 settembre al 26 settembre 1939, per un solo giorno, e quando i tedeschi invasero la Polonia, diede coraggiosamente prima l'occasione agli altri politici di fuggire in Gran Bretagna, mentre lui e il suo entourage, composto dal principe Janusz Radzwill e dal conte Jan Szembek, fuggirono da Varsavia due ore prima dell'entrata delle truppe tedesche in città, riparando prima a Lisbona e poi a Londra, dove consegnò le dimissioni ufficiali da presidente al generale Sikorski.

Inizialmente il generale sostenne la candidatura del cardinale August Hlond come presidente, ma, sotto la pressione di Kazimierz Sosnkowski, passò la presidenza a Raczkiewicz.
Nominato ambasciatore del governo polacco in esilio a L'Avana e poi a New York, si suicidò buttandosi dal sesto piano di un grattacielo.
Fu membro della Massoneria.
I suoi resti furono traslati a Cracovia e inumati nel Cimitero Rakowicki il 27 settembre 1990, ove giacciono insieme a quelli dei camerati caduti nella prima guerra mondiale, combattenti nella Legione polacca.